# Super lune

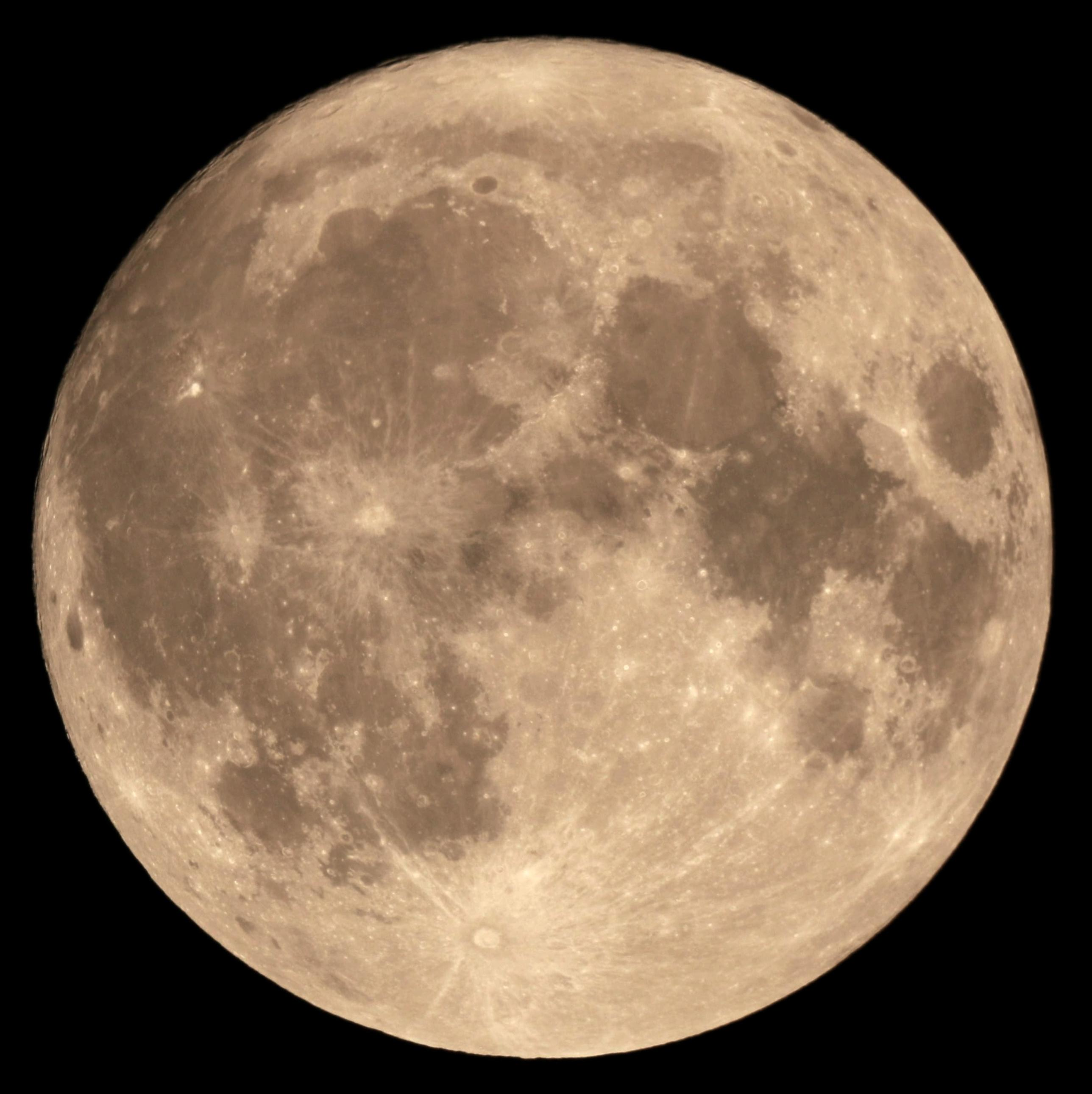
La super lune du 14 novembre 2016 se trouvait à 356511 km du centre de la Terre, l'occurrence la plus proche depuis 1948. Elle ne sera pas encore plus proche avant 2034.

Une super lune désigne une pleine ou nouvelle lune qui coïncide avec une distance minimale du satellite à la Terre. Le syntagme super lune n'est pas un terme d'astronomie, mais plutôt une expression usuelle employée hors des cercles spécialisés pour désigner certains phénomènes astronomiques de périgée-syzygie. L'expression viendrait d'un emploi par extension d'un terme d'astrologie préexistant,.

## Définition

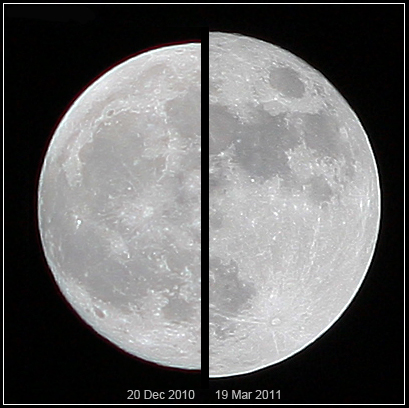
La super lune du 19 mars 2011 (à droite), comparée à une lune plus moyenne du 20 décembre 2010 (à gauche), vue de la Terre.

La distance entre la Terre et la Lune varie chaque mois entre 356 410 et 406 740 km du fait de l'excentricité orbitale de la Lune,. L'expression « super lune » (« supermoon » en anglais) est proposée par l'astrologue Richard Nolle en 1979 dans la revue américaine Dell Horoscope afin de désigner un point significatif dans l'établissement des horoscopes et des thèmes astraux : 
« ...a new or full moon which occurs with the Moon at or near (within 90% of) its closest approach to Earth in a given orbit (perigee). In short, Earth, Moon and Sun are all in a line, with Moon in its nearest approach to Earth. »
— Richard Nolle, Supermoon, What It Is, What It Means

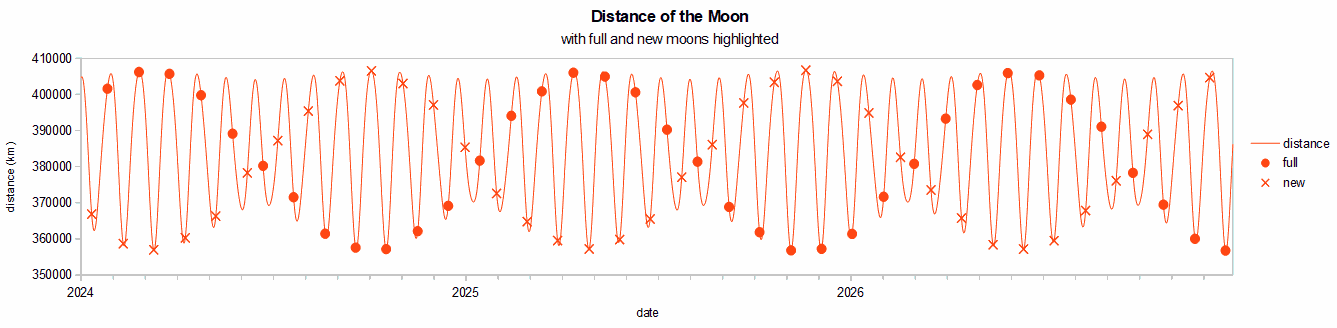
Les super lunes sont les points marqués le plus près du bas du graphique.

« ...une nouvelle ou pleine lune qui se produit lorsque la Lune est à sa plus courte distance (ou à 90 % de celle-ci) de la Terre lors d'une orbite donnée (périgée). En bref, la Terre, la Lune et le Soleil sont alignés, la Lune étant au plus près de la Terre »

Cette expression n'est pas un terme scientifique et ne recouvre pas de définition précise en astronomie. Elle est employée par certains médias pour distinguer les pleines lunes moyennes de certaines pleines lunes au périgée. Elle est rarement acceptée ou utilisée dans la communauté des astronomes, qui lui préfère « périgée-syzygie ». Le périgée est le point de l'orbite lunaire où la distance de la Lune par rapport au foyer est minimale. Une syzygie correspond à un alignement de la Terre, de la Lune et du Soleil. Une super lune peut être vue comme une conjonction des deux évènements, bien qu'en toute rigueur, leur coïncidence parfaite n'ait jamais lieu.

## Effets

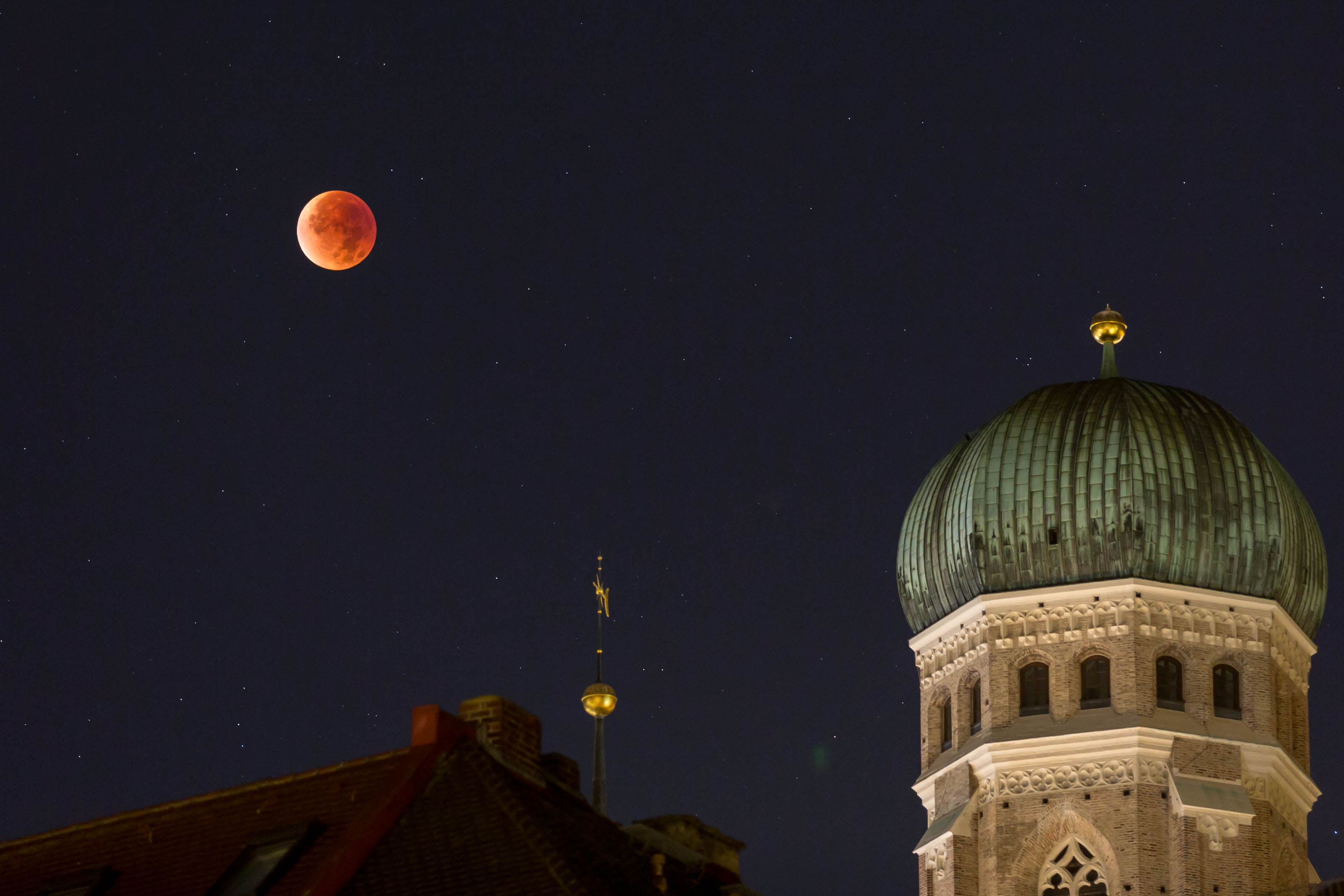
L'éclipse lunaire de super lune du 28 septembre 2015 vue depuis Munich, Allemagne.

### Marées
Les marées proviennent de l'effet combiné de la Lune et du Soleil sur les océans. Cet effet est plus important lorsque la Lune est pleine ou nouvelle (car la Lune, la Terre et le Soleil sont alors alignés). Au périgée de la Lune, la force de marée est encore plus importante. Toutefois, même si les marées hautes et basses sont plus grandes, la force de marée lunaire reste toujours faible.

### Catastrophes
Certaines études rapportent une faible corrélation entre l'activité lunaire et des séismes peu profonds et de très faible intensité. Aucune corrélation n'a été trouvée avec des séismes importants,,.
Des spéculations ont été émises disant que le séisme de l'océan Indien, qui s'est produit le 26 décembre 2004, a été influencé par une super lune s'étant produite deux semaines plus tard, le 10 janvier 2005. Des spéculations similaires ont été émises pour le séisme japonais de 2011 qui s'est produit 8 jours avant la plus proche super lune depuis 1992. Dans le premier cas, la Lune était près de l'apogée lors du séisme, dans le second proche du premier quartier. Par ailleurs, les trois super lunes les plus proches du XXe siècle ne correspondent à aucun séisme d'une magnitude supérieure à 6,0.